# Église Saint-Georges de Guny
L'église Saint-Georges est une église située à Guny, en France.

## Localisation
L'église est située sur la commune de Guny, dans le département de l'Aisne.

## Historique
Le monument est classé au titre des monuments historiques en 1919.